# Gerhard Falch
Gerhard Falch (* 13. Juli 1948 in Polling im Innkreis; † 19. Februar 2019 in Braunau am Inn) war ein österreichischer Industriemanager. Von 2007 bis 2014 war er Generaldirektor der AMAG Austria Metall AG in Ranshofen.

## Leben und Wirken
Gerhard Falch wurde am 13. Juli 1948 als Sohn eines Schuldirektors und einer Gastwirtin in der kleinen Innviertler Gemeinde Polling geboren. Er besuchte die Volksschule und das Realgymnasium in der Bezirkshauptstadt Braunau, wo er 1966 maturierte. Daraufhin begann er mit einer Unterbrechung das Studium der Verfahrenstechnik an der Fakultät für Elektrotechnik und Maschinenbau an der Technischen Hochschule Graz und schloss diese im Jahre 1978 als Diplom-Ingenieur ab. Danach war er ein Jahr bei einer Konstruktionsfirma in Stuttgart tätig, ehe er wieder in seine Heimat zurückkehrte und ab 1979 im Industrieanlagenbau der voestalpine tätig wurde. So leitete er in den Jahren von 1980 bis 1986 zwei Großprojekte in Südostasien und war danach von 1986 bis 1992 Geschäftsbereichsleiter für Chemietechnik, sowie im Anschluss bis 1994 Geschäftsführer von drei Tochterfirmen der voestalpine.
Ab 1994 war Falch im Vorstand der verstaatlichten Elektro Bau AG, die im Jahre 1997 mit der ebenfalls verstaatlichten ELIN-UNION AG zur VA Technologie mit Sitz in Linz fusionierte. Ab dieser Zeit war er Vorstandsmitglied des besagten zur voestalpine gehörenden Technologiekonzerns. 1999 wurde er Vorstandsvorsitzender der Voest-Alpine Industrieanlagenbau GmbH (VAI), die in weiterer Folge in den Siemens-Konzern überging und als Siemens VAI weitergeführt wurde und seit 2015 ein Unternehmen von Primetals Technologies ist. Ab 2002 war er Generaldirektorstellvertreter der VA Technologie AG und nach der Übernahme des Unternehmens durch Siemens von 2005 bis 2007 Vorstandsmitglied der Siemens Österreich.
Im September 2007 wurde der 59-jährige Falch zum Vorstandsvorsitzenden und somit zum Generaldirektor der AMAG Austria Metall AG mit Sitz in Ranshofen, nahe seinem Geburtsort, ernannt. Unter seiner Führung gelang der Börsengang des Unternehmens im Frühjahr 2011. Bis März 2014, wenige Monate vor der Mehrheitsübernahme durch die B&C-Gruppe, blieb Falch im Amt des Vorstandsvorsitzenden des oberösterreichischen Aluminiumkonzerns und ging danach in den Ruhestand. Bereits im September 2013 wurde Helmut Wieser als sein Nachfolger als Vorstandsvorsitzender des Konzerns bekanntgegeben. Danach blieb Falch noch stellvertretender Vorsitzender des Aufsichtsrates. Teilweise parallel dazu war er von 2008 bis 2018 zudem Aufsichtsratsvorsitzender der Energie AG Oberösterreich. Des Weiteren war er zeitweise auch im Aufsichtsrat der VA Intertrading Aktiengesellschaft, sowie Aufsichtsratsvorsitzender der Asamer Holding. Aufgrund gesundheitlicher Probleme zog er sich noch in den Jahren 2017 und 2018 weitgehend aus allen Wirkungsbereichen zurück.
In seiner Wohngemeinde trat Falch für die Österreichische Volkspartei (ÖVP) kommunalpolitisch in Erscheinung, wobei er zeitweise als Gemeinderatsmitglied und Vizebürgermeister tätig war. Des Weiteren war er seit dem 30. April 1996 als Funktionär (Beirat-Vorstand-Präsidium) des lokalen Fußballvereins SV Antiesenhofen tätig.
Durch Ludwig Scharinger und Eduard Saxinger kam Falch in Kontakt mit dem Österreichischen Cartellverband und der nichtschlagenden farbentragenden Studentenverbindung K.Ö.St.V. Severina aus Linz, deren Ehrenmitglied er wurde. Gemeinsam mit Altlandeshauptmann Josef Ratzenböck erhielt Falch das Band der Severina verliehen.
Am 19. Februar 2019 starb Kommerzialrat Falch nach langer, schwerer Krankheit im Alter von 70 Jahren in Braunau am Inn. Bereits in den letzten Jahren vor seinem Ableben war Falch schwer gezeichnet und konnte nicht mehr an offiziellen Termin, unter anderem der Eröffnung des neuen Kaltwalzwerks der AMAG im Juni 2017, teilnehmen. Er hinterließ seine Ehefrau Sylvia Maria, sowie die beiden gemeinsamen erwachsenen Töchter Verena und Stephanie mit Familien. Nach dem Trauergottesdienst im Stift Reichersberg wurde Falch am Friedhof Antiesenhofen beigesetzt.

## Ehrungen
Zeitlebens wurde Falch vielfach geehrt; so war er unter anderem Ehrensenator der Universität Linz und Träger des Goldenen Ehrenzeichens des Landes Oberösterreich.